# 755 (lokomotywa)

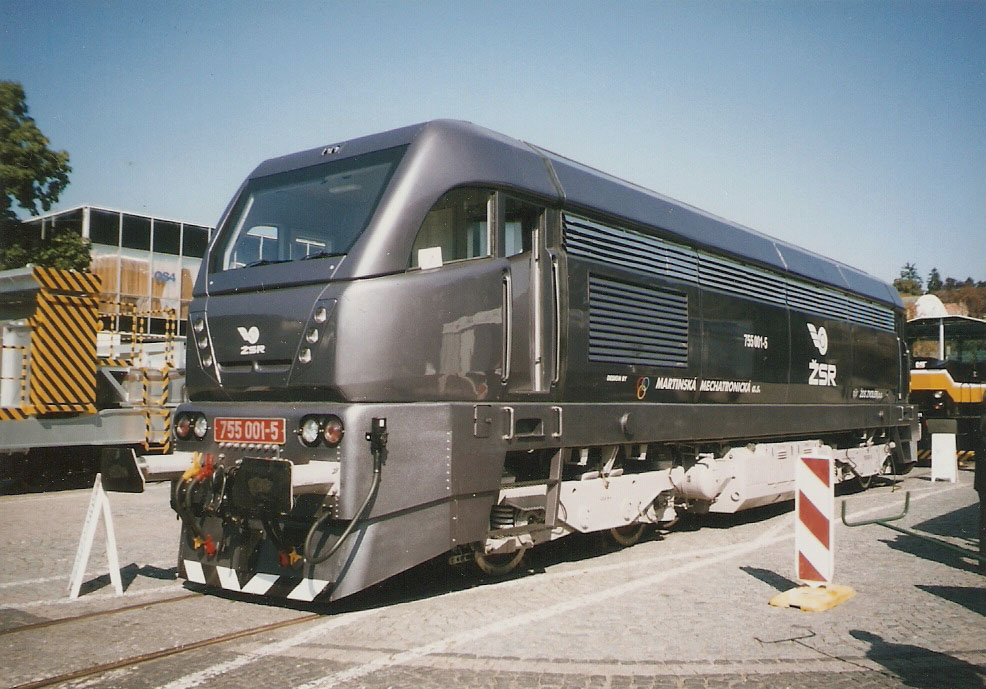
ŽSR 755 001 w Brnie

755 – słowacka lokomotywa spalinowa, zaprezentowana w 1998, podczas uroczystości 150-lecia kolei na Słowacji. Charakteryzowała się futurystycznym wzornictwem.

## Charakterystyka
Lokomotywa serii 755 jest zmodernizowaną wersją wcześniejszych serii 750, 753 i 754, produkowanych w Martinskych Mechatronickych Závodach w Martinie na Słowacji. Pudło wykonane jest z poliestru. Kabina maszynisty - modułowa. Zastosowano 12-cylindrowy silnik wysokoprężny z doładowaniem, sprzężony z dwoma prądnicami prądu przemiennego z elektroniczną rezystancją wzbudzania i regulacją zasilania mocy 1200 KW na potrzeby trakcyjne oraz zasilania urządzeń pomocniczych. Zainstalowano sprężarkę śrubową wentylatorów silników trakcyjnych oraz elektryczne ogrzewanie pociągów drugą prądnicą o mocy 300 KW.
Lokomotywa nigdy nie weszła do produkcji masowej. Została nazwana przez kolejarzy słowackich mianem Tatrzańskiego Orła (słow. Tatranský Orol).

## Dane techniczne
- długość ze zderzakami - 17110 mm
- szerokość - 2950 mm
- wysokość - 4230 mm
- masa - 76 t
- nacisk na oś - 19 t
- pojemność zbiorników paliwa - 3500 l
- rodzaj silnika - 12PA4-185 LOKO
- moc - 1500 KW
- zużycie paliwa - 210 G/KWh
- siła ciągu - 120 KN
- prędkość maksymalna - 105 km/h
- układ osi - BoBo
- średnica kół - 1000 mm
- uresorowienie - dwustopniowe